# Pelidnota ustarani
Pelidnota ustarani är en skalbaggsart som beskrevs av Martinez 1967. Pelidnota ustarani ingår i släktet Pelidnota och familjen Rutelidae. Inga underarter finns listade i Catalogue of Life.